# 다이안 케이

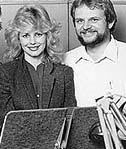

다이안 케이(Dianne Kay, 1954년 3월 29일 ~ )는 미국의 배우, 텔레비전 배우, 영화배우이다.
피닉스에서 태어났다.

## 방송
- 아들과 딸들

## 영화
- 마법의 비디오 채널 (1988년)
- 달리는 사이먼 (1981년)
- 1941 (1979년)
- 꿈꾸는 낙원 (1978년)
- 아들과 딸들 (1977년)